# 琳恩·沃森
琳恩·沃森（英語：Lynne Watson，1952年11月22日—），澳大利亚女子游泳运动员，主攻仰泳。她曾代表澳大利亚参加1968年夏季奥林匹克运动会游泳比赛，获得女子4×100米混合泳接力银牌。